# Bete Daraia

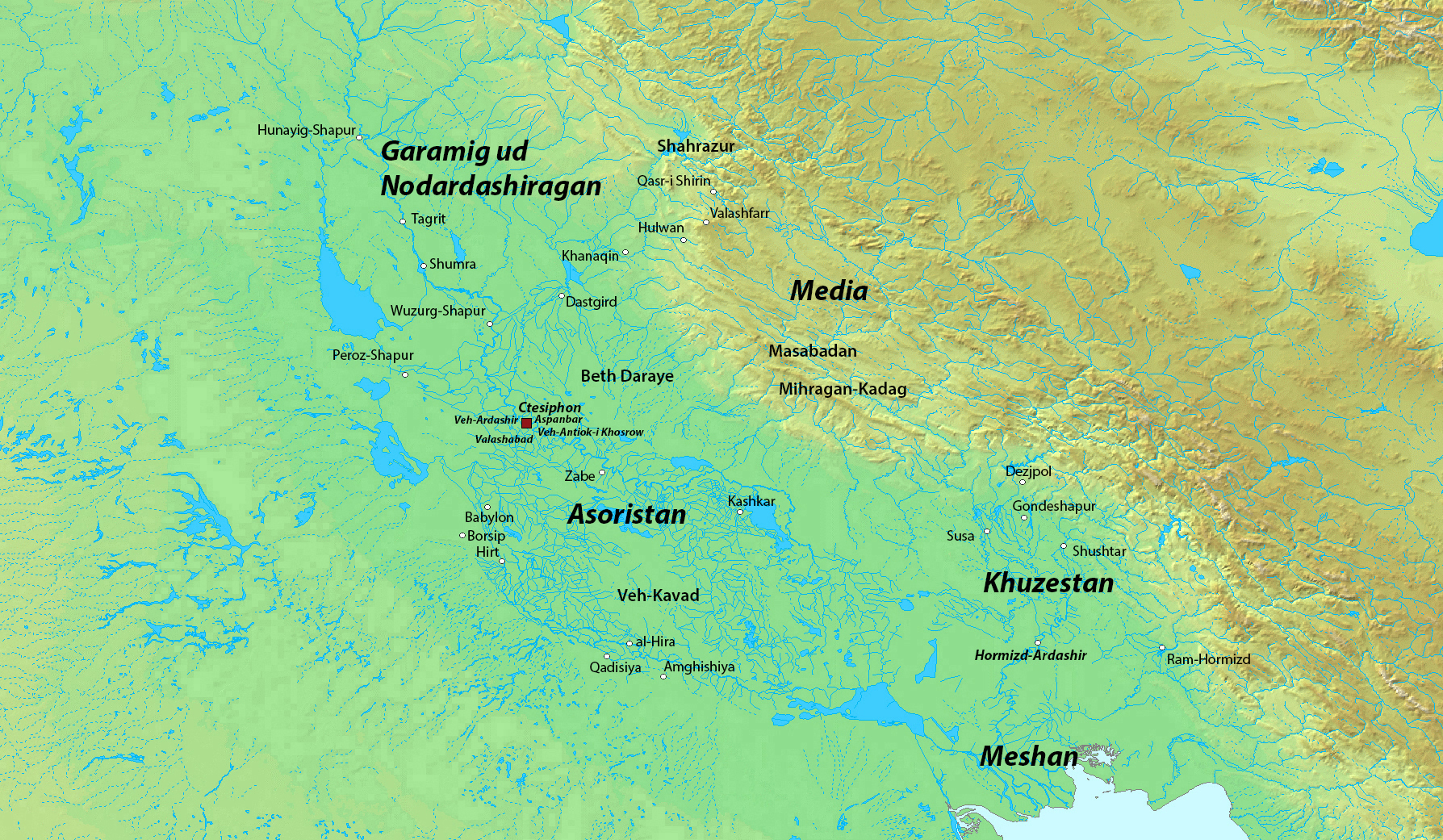
Porção sudoeste do Império Sassânida

Bete Daraia (Bēṯ Darayē) ou Badaraia (Bādarāyā) foi um distrito a sudeste da porção inferior do canal de Naravã em Goque (Gōḵē) e que esteve administrativamente ligado a Bacosaia. J. M. Fiey sugeriu que seria Tel Alacre perto da vila de Badra, a 150 quilômetros a leste-sudeste de Bagdá. Estava entre Bandanijaim e os arredores de Uacite e era famosa por sua produção de tâmaras secas. Diz-se que o profeta Manes esteve em Bete Daraia no século III e o xá Cavades I (r. 488-96, 499-531) teria reassentado pessoas ali. Como bispado nestoriano, foi atestado em 424, 486, 497, 544, 554, 605, 790 e novamente no século XII, depois de ser incluído na diocese de Cascar, em ca. 900. Em 819-820, Bete Daraia e Bacosaia receberas, juntas, 4 700 cores de trigo, 5 000 cores de cevada e 330 000 dirrãs de impostos.